# Allactaga sibirica
El jerbo de cinco dedos (Allactaga sibirica) es una especie de roedor de la familia Dipodidae.

## Distribución geográfica
Se encuentran en China, Kazajistán, Mongolia y  Turkmenistán.